# أرض أرض (فلم)
أرض أرض  فيلم دراما مصري لعام 1998 من إخراج إسماعيل مراد  في تجربته الثانية في الإخراج عن قصة سينمائية، مأخوذة من أحداث حقيقية، كتبها المخرج وشاركه المخرج المساعد سامي السيوي  الذي كتب السيناريو والحوار. الفيلم من بطولة فاروق الفيشاوي، إلهام شاهين، أشرف عبدالباقي، عايدة رياض، وحسن حسني  وتدور الأحداث حول ثلاث فتيات: فردوس ومحاسن وماري وحياتهن في الأسر والأحياء الفقيرة وعلاقتهن ببعضهن البعض، ومايحدث داخل الحي الفقير بصفة يومية.
صدر الفيلم إلى دور العرض المصرية في 5 أكتوبر 1998.
منح موقع قاعدة بيانات الأفلام على الإنترنت (IMDB) الفيلم درجة 3.4/ 10.
منح موقع قاعدة بيانات الأفلام العربية «السينما.كوم» الفيلم درجة 4.3/ 10.

## طاقم التمثيل
فاروق الفيشاوي: في دور رمضان إبراهيم
إلهام شاهين: في دور فردوس إبراهيم (شقيقة رمضان)
أشرف عبد الباقي: في دور محمد شاديه (سائق سيارة أجرة)
عايدة رياض: في دور محاسن
حسن حسني: في دور توفيق (صول بالقوات المسلحة)
طارق لطفي: في دور محسن (خطيب فردوس)
أحمد عقل: في دور عم إبراهيم (المخبر والد رمضان وفردوس)
زهرة العلا: في دور أم رمضان
لطفي لبيب: في دور سيد العفي (خال محمد شاديه الأعرج)
انتصار: في دور قشطة (بائعة الفول السوداني وبائعة الهوى)
جيهان فاضل: في دور ماري
محمد توفيق: في دور نصيف (جد ماري)
ليلى فهمي: في دور أم محاسن
أيمن عزب: في دور عواد (صاحب ستوديو للتصوير وقواد)
وفاء عامر: في دور فتاة ليل
أمل إبراهيم: في دور أم صلاح
أحمد أبو عبية: في دور إبراهيم (عامل تشغيل الأفلام)
يسري العشماوي: في دور المتحرش
علا غانم: في دور فتاة ليل (بحجز قسم الشرطة)
نبوية سعيد: في دور أم توفيق
سيد مصطفى: في دور مشتري سيارة الأجرة
معتز حسام الدين: في دور الطفل «بط» إبراهيم
شادي خفاجة: في دور الطفل «وز» إبراهيم
أحمد العزبي: في دور الطفل صلاح توفيق
بالاشتراك مع: جيهان سلامة – نبيل عرفة – حسام أبو العلا – مدحت خيري 

## أحداث الفيلم
يبدأ الفيلم برسالة من مخرج الفيلم إلى أبطاله مما يوحي أن أحداث الرواية مأخوذة من أحداث حقيقيو، تقول الرسالة: «إلى فردوس ورمضان ومحمد شاديه.. حكايتكم زي ما قلتوها لي.. يمكن أكون زودت.. يمكن أكون قللت.. لكن أكيد حافظت على الحكاية.. بسيطة.. وعميقة (إسماعيل مراد)»
يعيش أهل حارة شعبية فقيرة في علاقات متشابكة، فالمخبر عم إبراهيم (أحمد عقل) ينتقل بأسرته من السكن فوق السطوح إلى البدروم توفيرا للنفقات، وإبنه الكبير رمضان (فاروق الفيشاوي) عاطل ولا يستقر في أي عمل، وشقيقته فردوس (إلهام شاهين) تحلم بالعريس بعد حصولها على الدبلوم وبعد أن تخلى عنها حبيبها محسن (طارق لطفي) ابن الأسرة الثرية، ووالدتها (زهرة العلا)، التي ترعى أيضا طفلين صغيرين، تحلم بتجهيز فردوس بقطعتين قماش وأشياء قليلة تدخر ثمنهم من مرتب المخبر البسيط، والذي يموت فجأة، وعليهم الإكتفاء بالمعاش المتواضع الذي لا يكفي العيش. يصبح من الضروري أن يحصل رمضان على عمل، ويبحث ويتنقل بين عمل وآخر بمساعدة صديقه محمد شاديه (أشرف عبد الباقي) الذي يعمل سائقا لسيارة أجرة يمتلكها خاله الأعرج سيد العفي (لطفي لبيب) والذي يقضي وقته متنقلا بين أحضان العاهرات، معتمدا على إيراد سيارة الأجرة. يقوم محمد شاديه ببيع السيارة، بموجب توكيل حرره له سيد العقي، ويفر إلى الكويت للعمل هناك وتكوين ثروة، بينما كان خاله مشغولا بقضاء متعة مع بائعة الفول السوداني «قشطه» (إنتصار) التي تربى إبنتها الصغيرة، وتعمل بائعة هوى إذا صادفها العميل. ينتهي الأمر بمحمد شادية، بالعودة هاربا، من وحشة الغربة، واحتجاز جواز سفره وأوراقه الشخصية، ليدخل البلاد متسللا، ويقبض عليه ولا يجد من يأخذ بيده سوى خاله سيد العفي. يحاول الصول توفيق (حسن حسني) أن ينجح في علاقته مع زوجته أم صلاح (أمل إبراهيم)، ويتم استدعائه للإشتراك مع القوات المسلحة المرسلة إلى الكويت لتحريرها من القوات العراقية.
تعيش ماري (جيهان فاضل) مع جدها نصيف (محمد توفيق)، وتحب رمضان رغم اختلاف الديانة، وتساعد رمضان بالمال، بعد وفاة والده، طمعا في غزو قلبه، ولكن رمضان يتجاهلها، نظراً لفقره، ولعدم رغبته في اختلاق مشاكل مع إخوتها، وينتهى الأمر بماري بقبول العريس الذي وافق عليه إخوتها وتتزوج، وينتهى الأمر برمضان بالعمل في أحد دور العرض السينمائي الدرجة الثالثة، يجلس الرواد ويحافظ على الأمن بقاعة العرض. أما صديقة فردوس الثالثة محاسن (عايدة رياض)، فهي لا تتمتع بقدر كبير من الجمال، وتقدم بها العمر، وترعى والدتها المريضة (ليلى فهمي). تتعرف محاسن على صاحب الاستوديو عواد (أيمن عزب) لتعمل فتاة إعلانات، وتجمع ثروة من عملها الإضافي مع القواد عواد. تلفت محاسن نظر رمضان في حفل زفاف ماري، وتقيم معه علاقة وتساعده، وعندما تشعر بالحب تجاه رمضان واستعداده للزواج بها، تحلم بالحياة النظيفة، وتطلب من عواد إعفائها من العمل معه ويشترط أن تحل محلها فردوس. ترفض محاسن تدنيس صديقتها، ولكن فردوس، لإنقاذ أسرتها من الحاجة، تقبل العمل كفتاة إعلانات، دون معرفة نوايا عواد، وعندما تتضح نواياه، تقاومه وتترك العمل. لا تجد محاسن طريقة للتخلص من عواد إلا بقتله، وقبل القبض عليها، تودع ما ادخرته من مال لدى رمضان، الذي يشترى «ميكرو باص» ليعمل عليه محمد شاديه سائقا، ويصرف رمضان من إيراده على والدة محاسن.

## وصلات خارجية
- مقالات تستعمل روابط فنية بلا صلة مع ويكي بيانات
- أرض أرض على موقع الدهليز
- أرض أرض على موقع كاروهات